# Associazione Calcio Entella Chiavari 1970-1971
Questa voce raccoglie le informazioni riguardanti l'Associazione Calcio Entella Chiavari nelle competizioni ufficiali della stagione  1970-1971.

## Divise
| 1ª divisa | 2ª divisa |

## Rosa
| N. |                   | Ruolo | Calciatore           |
| -- | ----------------- | ----- | -------------------- |
|    | Italia (bandiera) |       | Salvatore Balsamo    |
|    | Italia (bandiera) | A     | Giorgio Barbana      |
|    | Italia (bandiera) | A     | Romolo Ciardella     |
|    | Italia (bandiera) | C     | Natalino Delle Piane |
|    | Italia (bandiera) |       | Dolcino              |
|    | Italia (bandiera) | D     | Ottavio Favari       |
|    | Italia (bandiera) | C     | Elvio Fontana        |
|    | Italia (bandiera) | A     | Mauro Fraciosis      |
|    | Italia (bandiera) | P     | Fausto Fusani        |
|    | Italia (bandiera) | D     | Gian Luigi Gavino    |
|    | Italia (bandiera) | A     | Wilmer Gazzaniga     |

| N. |                   | Ruolo | Calciatore         |
| -- | ----------------- | ----- | ------------------ |
|    | Italia (bandiera) | D     | Alessandro Giordan |
|    | Italia (bandiera) | C     | Orazio Gittone     |
|    | Italia (bandiera) | P     | Giorgio Maestri    |
|    | Italia (bandiera) | C     | Antonino Milone    |
|    | Italia (bandiera) | A     | Dino Montagner     |
|    | Italia (bandiera) | D     | Ermes Nadalin      |
|    | Italia (bandiera) | C     | Mario Pacciani     |
|    | Italia (bandiera) | P     | Carlo Parisio      |
|    | Italia (bandiera) | C     | Renzo Rossi        |
|    | Italia (bandiera) | D     | Roberto Roveta     |
|    | Italia (bandiera) | C     | Roberto Tassara    |